# 塔拉島
塔拉島（英語：Thala Island），是南極洲的島嶼，位於維多利亞地的彭內爾海岸，處於戴維斯冰山麓西北側，由澳大利亞探險隊命名，現時由南極條約體系管理。